# Антипино (Макушинський округ)
Анти́пино (рос. Антипино) — присілок у складі Макушинського округу Курганської області, Росія.
Населення — 89 осіб (2010, 112 у 2002).
Національний склад станом на 2002 рік:
- росіяни — 94 %